# I Need a Man (Grace Jones)
 I Need a Man è il singolo di debutto della cantante giamaicana Grace Jones, pubblicato per la prima volta nel 1975, e ripubblicato nuovamente nel 1976 e 1977.

## Descrizione
Il brano, scritto da Pierre Papadiamondis e Paul Slade, fu originariamente registrato e pubblicato in Francia per l'etichetta Orfeus, nel periodo in cui la Jones lavorava ancora come modella. La prima pubblicazione del singolo passò abbastanza inosservata.
Il brano è stato successivamente remixato e pubblicato negli Stati Uniti dall'etichetta Beam Junction prima che la Jones firmasse un contratto discografico con la Island Records, includendo questa versione nel suo album di debutto del 1977 Portfolio.
Il remix divenne un successo da discoteca, raggiungendo il primo posto nella classifica Hot Dance Club Songs di Billboard.
Il successo del brano fece in modo di aumentare la popolarità della cantante tra il pubblico gay.
Il mix originale del 1975 insieme al suo lato B, Again and Again, sono a tutt'oggi inediti in CD.

## Video musicale
Il videoclip ufficiale del brano è tratto da una performance della trasmissione della Rete 2 Stryx, diretta da Enzo Trapani.

## Tracce
- 7" single (1975)[5]

A. "I Need a Man" – 3:15
B. "Again and Again" – 3:46
- 12" single (1977)[6][7]

A. "I Need a Man" (disco mix) – 7:30
B. "I Need a Man" (instrumental version) – 4:53
- UK 7" single (1977)[8]

A. "I Need a Man" – 3:29
B. "I Need a Man" (Part 2) – 4:17

## Classifiche
| Chart (1977)         | Posizione massima |
| -------------------- | ----------------- |
| Stati Uniti          | 83                |
| Hot Dance Club Songs | 1                 |